# Ronde van Lombardije 1974
De Ronde van Lombardije 1974 was de 68e editie van deze eendaagse Italiaanse wielerwedstrijd, en werd verreden op zaterdag 12 oktober 1974. Het parcours leidde van Milaan naar Como en ging over een afstand van 266 kilometer. 
De Belg Roger De Vlaeminck won de sprint van een groepje van vier man. De eindzege in de Super Prestige Pernod ging naar de Belg Eddy Merckx.

## Uitslag
| Ronde van Lombardije 1974 |                          |                     |          |
| Plaats                    | Naam                     | Ploeg               | Tijd     |
| Winnaar                   | Roger De Vlaeminck       | Brooklyn            | 7u24'00" |
| 2                         | Eddy Merckx              | Molteni             | z.t.     |
| 3                         | Constantino Conti        | Zonca               | z.t.     |
| 4                         | Giuseppe Perletto        | Sammontana          | + 0' 02" |
| 5                         | Frans Verbeeck           | Watney-Maes         | + 1' 24" |
| 6                         | Bernard Thévenet         | Peugeot-Michelin-BP | z.t.     |
| 7                         | Francesco Moser          | Filotex             | z.t.     |
| 8                         | Franco Bitossi           | Scic                | + 2' 17" |
| 9                         | Ole Ritter               | Filotex             | + 2' 20" |
| 10                        | Jean-Pierre Danguillaume | Peugeot-Michelin-BP | z.t.     |

1905 · 1906 · 1907 · 1908 · 1909 · 1910 · 1911 · 1912 · 1913 · 1914 · 1915 · 1916 · 1917 · 1918 · 1919 · 1920 · 1921 · 1922 · 1923 · 1924 · 1925 · 1926 · 1927 · 1928 · 1929 · 1930 · 1931 · 1932 · 1933 · 1934 · 1935 · 1936 · 1937 · 1938 · 1939 · 1940 · 1941 · 1942 · 1943 · 1944 · 1945 · 1946 · 1947 · 1948 · 1949 · 1950 · 1951 · 1952 · 1953 · 1954 · 1955 · 1956 · 1957 · 1958 · 1959 · 1960 · 1961 · 1962 · 1963 · 1964 · 1965 · 1966 · 1967 · 1968 · 1969 · 1970 · 1971 · 1972 · 1973 · 1974 · 1975 · 1976 · 1977 · 1978 · 1979 · 1980 · 1981 · 1982 · 1983 · 1984 · 1985 · 1986 · 1987 · 1988 · 1989 · 1990 · 1991 · 1992 · 1993 · 1994 · 1995 · 1996 · 1997 · 1998 · 1999 · 2000 · 2001 · 2002 · 2003 · 2004 · 2005 · 2006 · 2007 · 2008 · 2009 · 2010 · 2011 · 2012 · 2013 · 2014 · 2015 · 2016 · 2017 · 2018 · 2019 · 2020 · 2021 · 2022 · 2023 · 2024 · 2025